# Rue du Commandant-Léandri
La rue du Commandant-Léandri est une voie du 15e arrondissement de Paris, en France.

## Situation et accès
La rue du Commandant-Léandri est une voie publique située dans le 15e arrondissement de Paris. Elle débute au 152-158, rue de la Convention et se termine au 2, rue Jacques-Mawas.

## Origine du nom
Cette voie rend hommage au commandant Bernard Leandri (1868-1942), un héros de la Première Guerre mondiale.

## Historique
La voie est ouverte et prend sa dénomination actuelle en 1927 dans un lotissement appartenant à monsieur Pélissier.  

## Bâtiments remarquables et lieux de mémoire
- No 14 : ambassade de Palestine en France